# بخش نیو (شهرستان دارک، اوهایو)
بخش نیو (به انگلیسی: Neave Township) یک منطقهٔ مسکونی در ایالات متحده آمریکا است که در شهرستان دارک، اوهایو واقع شده‌است.
 بخش نیو ۵۹٫۷ کیلومتر مربع مساحت و ۲٬۳۳۰ نفر جمعیت دارد و ۳۳۰ متر بالاتر از سطح دریا واقع شده‌است.